# Енно
Е́нно (ест. Enno küla) — село в Естонії, у волості Нио повіту Тартумаа.

## Населення
Чисельність населення на 31 грудня 2011 року становила 17 осіб.

## Географія
Через населений пункт проходить автошлях 22157 (Уута — Панґоді).